# حذيفة بن اليمان
حُذَيْفَةُ بْنُ الْيَمَانِ العبسي الغطفاني القيسي، صحابي جليل ولد في مكة وعاش في المدينة المنورة ومات سنة 36 هجرية في المدائن.

## نسبه
- أبوه : الصحابًي الجليل اليمان حسل أو حسيل بن جابر بن عمرو بن ربيعة بن جروة بن الحارث بن مازن بن قطيعة بن عبس بن بغيض بن ريث بن غطفان بن سعد بن قيس عيلان بن مضر بن نزار بن معد بن عدنان. كان قد قتل رجلا فهرب إلى يثرب وحالف بني عبد الأشهل، فسماه قومه اليمان، لحلفه اليمانية وهم الأنصار[1]، ثم تزوج امرأة منهم وهي الرباب بنت كعب الأشهلية، فأنجبت: حذيفة وسعد وصفوان ومدلج وليلى. وقد أسلمت الرباب وبايعت الرسول. ولليمان ابنتان أخرتان هما: فاطمة[2] وأم سلمة.

## سيرته رضي الله عنه
واجه والده اليمان مشكلة الطلب بثأر عليه أجبره على الهرب وترك مكة واللجوء للعيش مع عائلته في يثرب، وعندما أعلن الرسول محمد ﷺ دعوته للإسلام في مكة جاءه اليمان مع بقية من أهل يثرب من الأوس والخزرج وبايعوه ولم يكن حذيفة معهم ولكنه أسلم قبل مشاهدة الرسول ﷺ . عندما وصل رسول الله ﷺ سأله حذيفة هل هو يحسب من المهاجرين أم من الأنصار، فقال له رسول الإسلام: أنت يا حذيفة من المهاجرين والأنصار.
حذيفة بن اليمان هذا كان يعرف كذلك ويكنى بحافظ سر الرسول، حيث أن الرسول ﷺ كان قد أسر له بأسماء كافة المنافقين المحيطين بهم ولم يفش بهذا السر لأي كان وهذا هو شأن كل حافظ لسر. وكان خليفة المسلمين عمر بن الخطاب عندما يريد أن يصلي على أحد أموات المسلمين يسأل عن حذيفة وهل هو من ضمن الحاضرين للصلاة وذلك خوفا منه بالصلاة على أحد المنافقين وكان عمر يسأل حذيفة: أفي عمالي منافق؟ قال: نعم قال: من؟ قال: لا أخبرك فحصل ذات يوم جدال بين عمر وأحد العمال فطرده وبعد مرور الأيام عرف أنه هو المنافق.

### يوم أحد
لقد كان حذيفة في إيمانه وولائه قوياً، فها هو يرى والده يقتل خطأ يوم أحد بأيدي مسلمة، فقد رأى السيوف تنوشه فصاح بضاربيه: (أبي، أبي، إنه أبي!!) ولكن أمر الله قد نفذ، وحين علم المسلمون تولاهم الحزن والوجوم، لكنه نظر إليهم إشفاقاً وقال: يغفر الله لكم، وهو أرحم الراحمين. ثم انطلق بسيفه يؤدي واجبه في المعركة الدائرة وبعد انتهاء المعركة علم الرسول بذلك، فأمر بالدية عن والد حذيفة حسيل بن جابر لكن حذيفة تصدق بها على المسلمين، فازداد الرسول له حباً وتقديراً.

### قصته بغزوة الخندق
قال حذيفة: صلى بنا الرسول ثم التفت إلينا فقال: « من رجل يقوم فينظر ما فعل القوم؟، ثم يرجع، أسأل الله أن يكون رفيقي في الجنة » فما قام رجل من شدة الخوف وشدة الجوع وشدة البرد، فلما لم يقم أحد، دعاني، فلم يكن لي بد من القيام، فقال: « ياحذيفة! اذهب فادخل في القوم فانظر ماذا يفعلون، ولا تحدثن شيئا حتى تأتينا ».

فذهبت فدخلت فيهم، والريح وجنود الله تفعل بهم ما تفعل، لا تقر لهم قدرا ولا نارا ولا بناء.

فقال أبو سفيان: «لينظر امرؤ من جليسه»، فأخذت بيد الرجل الذي كان جنبي، فقلت: من أنت؟ فقال: فلان بن فلان. ثم قال أبو سفيان: يا معشر قريش! إنكم والله ما أصبحتم بدار مقام لقد هلك الكراع والخف وأخلفتنا بنو قريظة وبلغنا عنهم الذي نكره ولقينا من شدة الريح ما ترون ما تطمئن لنا قدر ولا تقوم لنا نار ولا يستمسك لنا بناء فارتحلوا فإني مرتحل ثم قام إلى جمله وهو معقول فجلس عليه ثم ضربه فوثب به على ثلاث فما أطلق عقاله إلا وهو قائم. ولولا عهد رسول الله إلي أن لا تحدث شيئا حتى تأتيني لقتلته بسهم.
 قال حذيفة: فرجعت إلى رسول الله وهو قائم يصلي في مرط لبعض نسائه مرحل، فلما رآني أدخلني إلى رجليه وطرح علي طرف المرط ثم ركع وسجد وإني لفيه ولما أخبرته الخبر وسمعت غطفان بما فعلت قريش فانشمروا راجعين إلى بلادهم.

### غزواته
شارك حذيفة بكل المعارك والغزوات التي قادها النبي محمد عدا معركة بدر، حيث كان قد سافر خارج المدينة آنذاك فوقع أسيرا في يد كفار قريش، وعند استجوابه أعلمه بأنه في طريقه إلى المدينة ولا علاقة له بمحمد وجماعته وعاهدهم بعدم مقاتلتهم، وحصل أن تركه الكفار فشد الرحيل مسرعا إلى رسول الإسلام له مخبرا إياه عن ما حصل وبأن الكفار يتأهبون للغزو، ولم يسمح له رسول الله بالمشاركة في المعركة إيفاء بعهده، لذا لم يشارك المسلمين تلك المعركة.
شهد حذيفة أحدا وما بعدها من المشاهد مع الرسول. وشهد فتح العراق والشام، وشهد اليرموك 13 هـ، وبلاد الجزيرة 17هـ ونصيبين. 

وشهد فتوحات فارس. وفي معركة نهاوند حيث احتشد الفرس في مائة ألف مقاتل وخمسين ألفاً، اختار أمير المؤمنين عمر لقيادة الجيوش المسلمة (النعمان بن مقرن) ثم كتب إلى حذيفة أن يسير اليه على رأس جيش من الكوفة، وأرسل عمر للمقاتلين كتابه يقول: (إذا اجتمع المسلمون، فليكن كل أمير على جيشه، وليكن أمير الجيوش جميعا (النعمان بن مقرن)، فاذا استشهد النعمان فليأخذ الراية حذيفة، فاذا استشهد فجرير بن عبد الله) وهكذا استمر يختار قواد المعركة حتى سمى منهم سبعة.
والتقى الجيشان ونشب قتال قوي، وسقط القائد النعمان شهيداً، وقبل أن تسقط الراية كان القائد الجديد حذيفة يرفعها عالياً وأوصى بألا يذاع نبأ استشهاد النعمان حتى تنجلي المعركة، ودعا (نعيم بن مقرن) فجعله مكان أخيه (النعمان) تكريماً له، ثم هجم على الفرس صائحاً: (الله أكبر: صدق وعده، الله أكبر: نصر جنده) ثم نادى المسلمين قائلاً: (يا أتباع محمد، ها هي ذي جنان الله تتهيأ لاستقبالكم، فلا تطيلوا عليها الانتظار) وانتهى القتال بهزيمة ساحقة للفرس. وكان فتح همدان والري والدينور على يده وشهد فتح الجزيرة. أخرج البخاري: حدثنا محمد بن المثنى حدثنا الوليد بن مسلم حدثنا ابن جابر حدثني بسر بن عبيدالله الحضرمي أنه سمع أبا إدريس الخولاني أنه سمع حذيفة بن اليمان يقول: (كان الناس يسألون رسول الله عن الخير، وكنت أسأله عن الشر، مخافة أن يدركني، فقلت: يا رسول الله! إنا كنا في جاهلية وشر، فجاءنا الله بهذا الخير، فهل بعد هذا الخير من شر؟! قال: «نعم»، قلت: وهل بعد ذلك الشر من خير؟! قال: «نعم، وفيه دخن!»، قلت: وما دخنه؟! قال: «قوم يهدون بغير هديي تعرف منهم وتنكر!»، قلت: فهل بعد ذلك الخير من شر؟! قال: «نعم، دعاة على أبواب جهنم من أجابهم إليها قذفوه فيها»، قلت: يا رسول الله! صفهم لنا قال: «هم من جلدتنا، ويتكلمون بألسنتنا»، قلت: فما تأمرني إن أدركني ذلك؟ قال: «تلزم جماعة المسلمين، وإمامهم» قلت: فإن لم يكن لهم جماعة ولا إمام؟! قال: «فاعتزل تلك الفرق كلها! ولو أن تعض بأصل شجرة حتى يدركك الموت وأنت على ذلك»). هذا حديث في غاية الصحة، مسلسل بالثقات، الأثبات، المصرحين بالتحديث، وهو أقوى أحاديث الباب إسناداً، وأنظفها متناً، بل من أصح الأحاديث في الدنيا، وقد أخرجه كذلك مسلم بحروفه ونفس إسناده، وأخرجه البخاري عن شيخه يحيى بن موسى، حدثنا الوليد قال:... إلخ ! كما أخرجه آبو عوانة، والطبراني في «مسند الشاميين»، والداني في «الفتن»، وصدر الحديث قريب في اللفظ والمعنى من صدر الحديث المنقطع الذي أخرجه مسلم، ولكن عجز الحديث مناقض لعجز حديث مسلم المنقطع!
- وقد أخرج ابن ماجه، كذلك، عجز الحديث، موضع الخلاف، باسناد صحيح، مسلسل بالثقات المصرحين بالتحديث: حدثنا علي بن محمد حدثنا الوليد بن مسلم حدثني عبد الرحمن بن يزيد بن جابر حدثني بسر بن عبيد الله حدثني أبو إدريس الخولاني أنه سمع حذيفة بن اليمان يقول: قال رسول الله صلى اللهم عليه وسلم: «يكون دعاة على أبواب جهنم...»، فساقه إلى آخره، وهو قطعة من حديث البخاري.
- كما أخرج ابن ماجه بعض عجزه، مختصراً: حدثنا محمد بن عمر بن علي المقدمي حدثنا سعيد بن عامر حدثنا أبو عامر الخزاز عن حميد بن هلال عن عبد الرحمن بن قرط عن حذيفة بن اليمان، قال: قال رسول الله : «تكون فتن على أبوابها دعاة إلى النار، فأن تموت وأنت عاض على جذل شجرة خير لك من أن تتبع أحداً منهم»، وأخرجه النسائي في «السنن الكبرى»، والحاكم، وصححه، ووافقه الذهبي، وهو تساهل شديد لأن عبد الرحمن بن قرط، مستور الحال، وفيه جهالة، وأبو عامر صالح بن رستم الخزاز صدوق كثير الغلط، أخرج له البخاري ومسلم متابعة. وقد خالفه أبو سعيد سليمان بن المغيرة القيسي، وهو ثقة ثبت، فقال: عن حميد بن هلال عن نصر بن عاصم... إلخ، وسيأتي. ولكن المتن مستقيم، ولعله، إن لم يكن غلطاً، رواية بالمعنى لبعض من الأحاديث الصحاح التالية!
- وأخرج أحمد: حدثنا محمد بن جعفر حدثنا شعبة عن أبي التياح قال سمعت صخراً يحدث عن سبيع قال: [أرسلوني من ماء إلى الكوفة أشتري الدواب فأتينا الكناسة، فإذا رجل عليه جمع، قال: فأما صاحبي فانطلق إلى الدواب، وأما أنا فأتيته، فإذا هو حذيفة، فسمعته يقول: كان أصحاب رسول الله صلى اللهم عليه وسلم يسألونه عن الخير، وأسأله عن الشر، فقلت: (يا رسول الله، هل بعد هذا الخير شر، كما كان قبله شر؟!)، قال: «نعم»، قلت: (فما العصمة منه؟!)، قال: «السيف»، أحسب (الشك هنا من شعبة) أبو التياح يقول: «السيف»، أحسب، قال: قلت: (ثم ماذا؟!)، قال: «ثم تكون هدنة على دخن»، قال: قلت: (ثم ماذا؟!)، قال: «ثم تكون دعاة الضلالة»، قال: «فإن رأيت يومئذ خليفة لله في الأرض فالزمه! وإن نهك جسمك، وأخذ مالك، فإن لم تره فاهرب في الأرض! ولو أن تموت وأنت عاض بجذل شجرة». قال: قلت: (ثم ماذا؟!)، قال: «ثم يخرج الدجال»، قال: قلت: (فيم يجيء به معه؟!)، قال: «بنهر (أو قال ماء) ونار، فمن دخل نهره حُطّ أجره، ووجب وزره! ومن دخل ناره وجب أجره، وحُّط وزره»، قال: قلت: (ثم ماذا؟!)، قال: «لو أنتجت فرسا لم تركب فلوها حتى تقوم الساعة»]. قال شعبة: وحدثني أبو بشر في إسناد له عن حذيفة عن النبي قال: قلت: (يا رسول الله ما هدنة على دخن؟!)، قال: «قلوب لا تعود على ما كانت».
- وقال أحمد: حدثنا عبد الصمد، حدثني أبي، حدثني أبو التياح، حدثني صخر بن بدر العجلي، عن سبيع بن خالد الضبعي، فذكر مثل معناه وقال: «وحط أجره، وحط وزره»، قال: «وإن نهك ظهرك، وأخذ مالك». وقال الإمام أبو داود: حدثنا مسدد حدثنا عبد الوارث حدثنا أبو التياح عن صخر بن بدر العجلي عن سبيع بن خالد بهذا الحديث عن حذيفة عن النبي قال فإن لم تجد يومئذ خليفة فاهرب حتى تموت فإن تمت وأنت عاض وقال في آخره قال قلت فما يكون بعد ذلك قال لو أن رجلا نتج فرسا لم تنتج حتى تقوم الساعة».

### اختياره للكوفة
أنزل مناخ المدائن بالعرب المسلمين أذى بليغاً، فكتب عمر لسعد بن أبي وقاص كي يغادرها فوراً بعد أن يجد مكاناً ملائماً للمسلمين،
فوكل أمر اختيار المكان لحذيفة بن اليمان ومعه سلمان بن زياد، فلما بلغا أرض الكوفة وكانت حصباء جرداء مرملة، قال حذيفة لصاحبه: (هنا المنزل ان شاء الله) وهكذا خططت الكوفة وتحولت إلى مدينة عامرة، وشفي سقيم المسلمين وقوي ضعيفهم.

### توليه على المدائن
خرج أهل المدائن لاستقبال الوالي الذي اختاره عمر—لهم، فأبصروا أمامهم رجلاً يركب حماره على ظهره اكاف قديم، وأمسك بيديه رغيفاً وملحاً، وهو يأكل ويمضغ، وكاد يطير صوابهم عندما علموا أنه الوالي -حذيفة بن اليمان- المنتظر، ففي بلاد فارس لم يعهدوا الولاة كذلك، وحين رآهم حذيفة يحدقون به قال لهم: (اياكم ومواقف الفتن). قالوا: (وما مواقف الفتن يا أبا عبد الله ؟) قال: (أبواب الأمراء، يدخل أحدكم على الأمير أو الوالي، فيصدقه بالكذب، ويمتدحه بما ليس فيه) فكانت هذه البداية أصدق تعبير عن شخصية الحاكم الجديد، ومنهجه في الولاية.

### وفاته
لمّا نزل بحذيفة الموت جزع جزعاً شديداً وبكى بكاءً كثيراً، فقيل: (ما يبكيك ؟) فقال: (ما أبكي أسفاً على الدنيا، بل الموت أحب إليّ، ولكنّي لا أدري على ما أقدم على رضىً أم على سخطٍ).
ودخل عليه بعض أصحابه، فسألهم: (أجئتم معكم بأكفان ؟) قالوا: (نعم) قال: (أرونيها) فوجدها جديدة فارهة، فابتسم وقال لهم: (ما هذا لي بكفن، انما يكفيني لفافتان بيضاوان ليس معهما قميص، فاني لن أترك في القبر الا قليلاً، حتى أبدل خيراً منهما، أو شراً منهما) ثم تمتم بكلمات: (مرحباً بالموت، حبيب جاء على شوق، لا أفلح من ندم) وأسلم الروح الطاهرة لبارئها في أحد أيام العام الهجري السادس والثلاثين بالمدائن، وذلك بعد مَقْتلِ عثمان بن عفان بأربعين ليلة.
روي أنه في سنة 1933 م ونتيجة وصول مياه نهر دجلة إلى القبر، رأى الملك غازي ومفتي الديار العراقية ومهندس الأوقاف بضرورة النقل، وقد حضر الملك غازي مراسم فتح القبر والتشييع والدفن، ونقل الجثمان بجوار سلمان الفارسي ضمن موكب عسكري وجماهيري.؛ غير أن هذه القصة باطلة.

## فضله
- قَالَ رَسُولُ اللَّهِ صَلَّى اللَّهُ عَلَيْهِ وَسَلَّمَ: « إِنَّهُ لَمْ يَكُنْ قَبْلِي نَبِيٌّ إِلَّا قَدْ أُعْطِيَ سَبْعَةَ رُفَقَاءَ نُجَبَاءَ وُزَرَاءَ، وَإِنِّي أُعْطِيتُ أَرْبَعَةَ عَشَرَ: حَمْزَةُ، وَجَعْفَرٌ، وَعَلِيٌّ، وَحَسَنٌ، وَحُسَيْنٌ، وَأَبُو بَكْرٍ، وَعُمَرُ، وَالْمِقْدَادُ، وَعَبْدُ اللَّهِ بْنُ مَسْعُودٍ، وَأَبُو ذَرٍّ، وَحُذَيْفَةُ، وَسَلْمَانُ، وَعَمَّارٌ، وَبِلَالٌ ».[8]